# 1921 في العراق
فيما يلي قوائم الأحداث التي وقعت خلال عام 1921 في العراق.

## تأسيسات

### يناير
- 6 يناير - تأسيس الجيش العراقي الذي أُوكِلَ تشكيله إلى الفريق جعفر العسكري

### أغسطس
- 23 آب - تأسيس المملكة العراقية[1]

## سياسة
12 أيلول - تشكيل وزارة عبد الرحمن النقيب

## مواليد

### مارس
- 6 مارس - عبد السلام عارف
- عارف عبد الرزاق

### ديسمبر
- 10 ديسمبر- عفيفة إسكندر